# ブラック・キャッツ BEST SELECTION
ブラック・キャッツ BEST SELECTION（ - ベスト・セレクション）は、BLACK CATSの2枚目のベストアルバム。

## 内容
BLACK CATS解散後初のベストアルバムで、全曲がアルバム「東京ストリートロッカー」を除く2人編成時代となっている。前作の「第3倉庫 -ONE NIGHT SHOW-」の全曲が収録されており、ジャケットもほぼ同じである。

## 収録曲
1. MIMEE
作詞:紗哩南 作曲:尾関裕司
2. 孤独なジルバ
作詞:森雪之丞 作曲:伊藤銀次
3. ファニー・ダンステリア
作詞:あさくらせいら 作曲:村松邦男
4. チャラチャラ
作詞:小暮陽 作曲:原田博善
5. ジルバ午前零時
作詞:紗哩南 作曲:柴山和彦
6. 抱きしめてクレイジーナイト
作詞:森雪之丞 作曲:尾関裕司
7. ギャンブル・タウン
作詞:小暮陽 作曲:原田博善
8. 口笛とジャックナイフ
作詞:紗哩南 作曲:Enma
9. 俺の中にあるある日のこと
作詞:紗哩南 補作詞:高田誠一 作曲:Sheen. T
10. Good-bye boy -俺のラストシーン-
作詞:佐藤ありす 作曲:船橋孝樹
11. チェッ!チェッ!チェッ!
作詞:森雪之丞 作曲:村松邦男
12. ボニー&クライドの未来
作詞：森雪之丞 作曲:尾関裕司
13. レイラ
作詞:紗哩南 作曲:本田富士子
14. 優しさの背景（シーン）
作詞:森雪之丞 作曲:浜田啓造
15. 勝利者
作詞:本田富士子 作曲:柴山和彦
16. チャイナブルーの夜
作詞:森雪之丞 作曲:芳野藤丸
17. 昔の俺じゃない
作詞・作曲:本田富士子
18. 野イチゴの想い出
作詞・作曲:本田富士子
19. 春まで待ちます -ランデブーPartIII-
作詞:本田富士子 作曲:チャーリー
20. 1979年19才
作詞:本田富士子 作曲:片澤廣明